# Complesso parrocchiale di Pencran

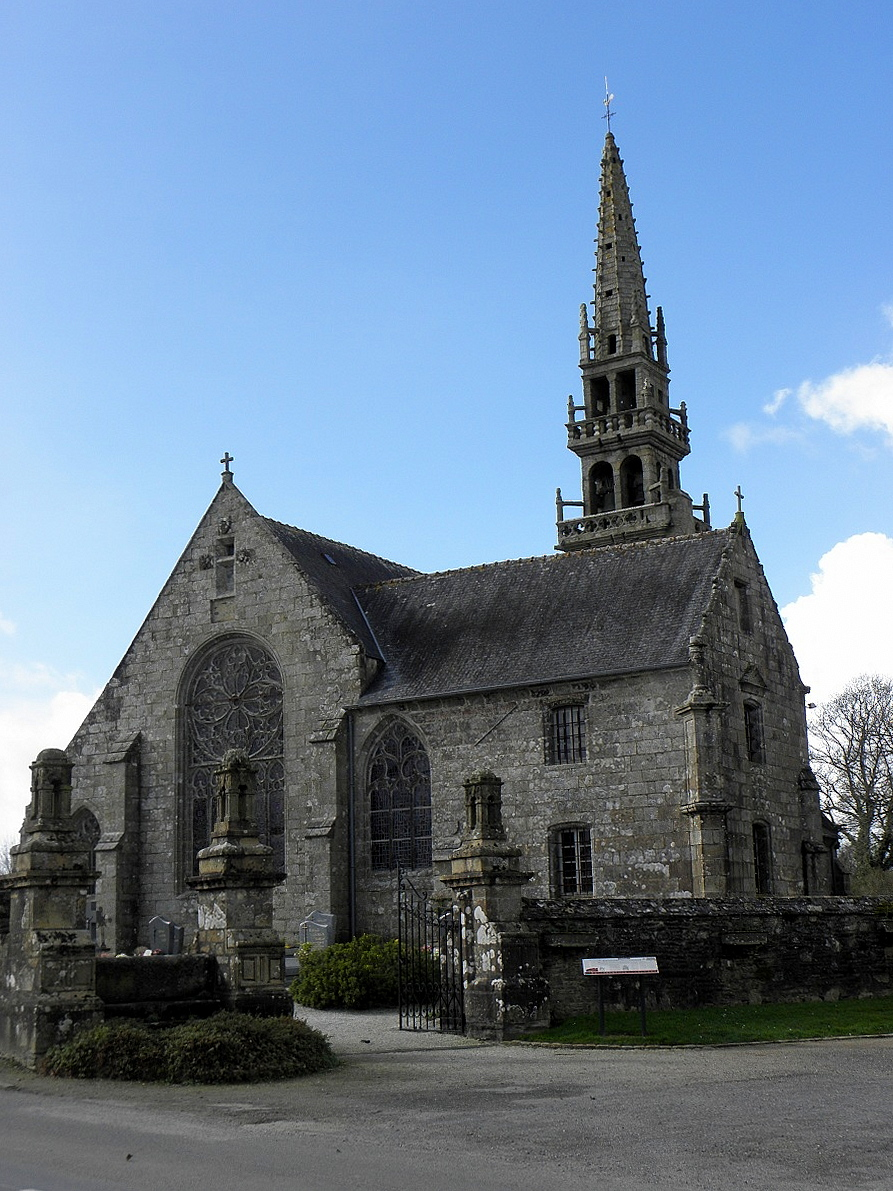
La chiesa del complesso parrocchiale di Pencran

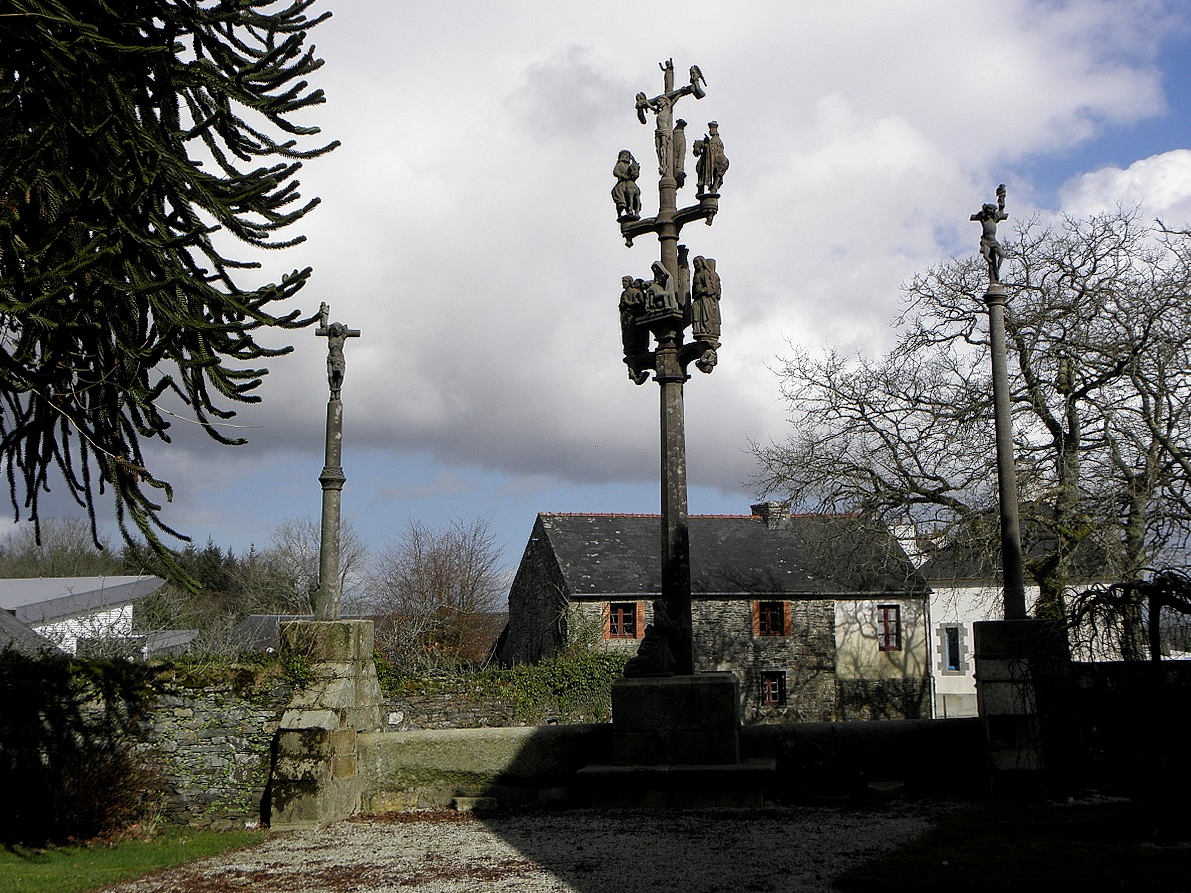
Il calvario situato sul lato nord del cimitero

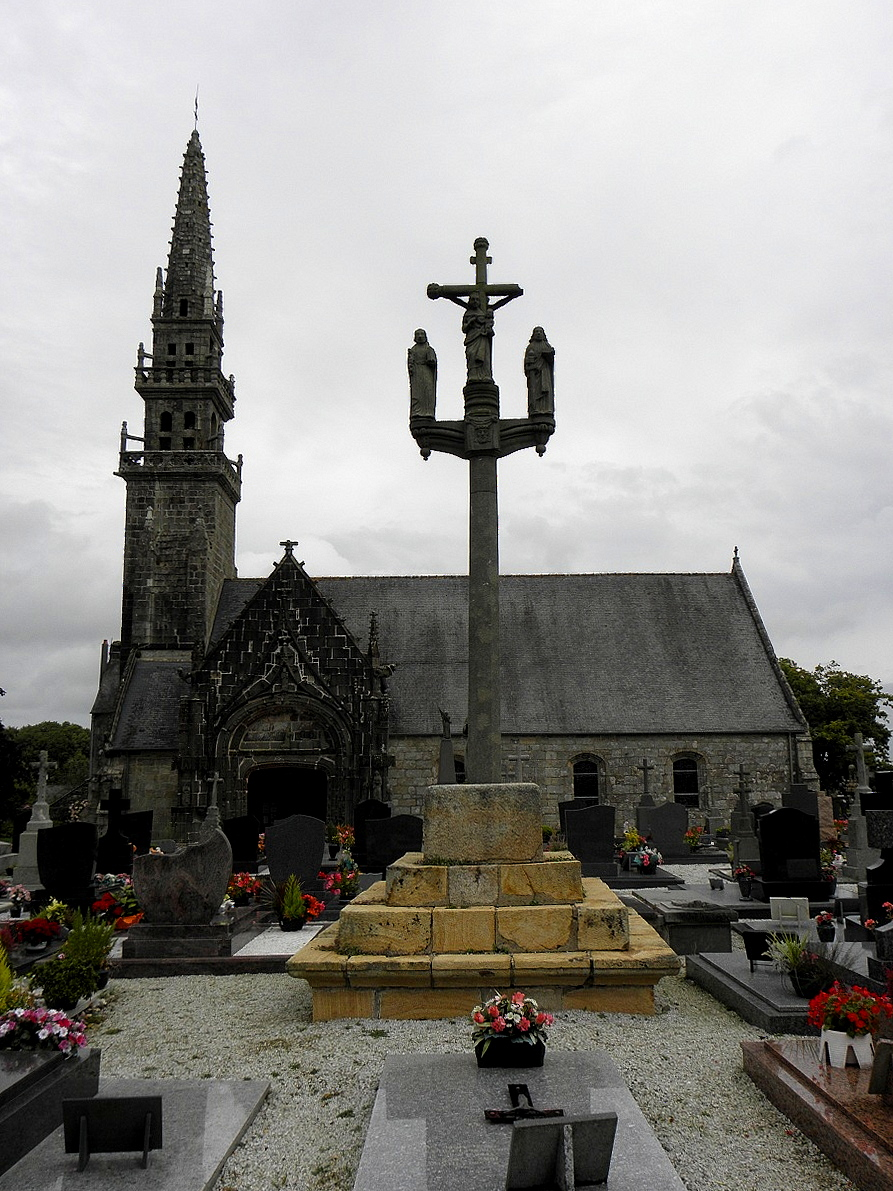
Il calvario situato sul lato sud del cimitero

Il complesso (o recinto) parrocchiale di Pencran (in francese: enclos paroissial de Pencran) è un tipico complesso parrocchiale della cittadina di Pencran, nel Finistère, comprendente, tra l'altro una chiesa del XIV-XVI secolo e due calvari calvari risalenti al XVI e al XVIII secolo e con un muro di cinta del XVII secolo.

## Chiesa
La chiesa del complesso parrocchiale di Pencran, conosciuta come Capella beatae Mariae de Pentran, fu eretta nel 1363 ed è stata ampliata nel 1550, 1696 e 1718.

### Esterni

#### Campanile
Tra le parti più antiche della chiesa del complesso parrocchiale di Pencran, figura il campanile, risalente al 1365 Si tratta di uno dei campanili più antichi del Finistère.

#### Portico meridionale
Il portico meridionale risale al 1532 ed è il più antico del genere nella valle del fiume Élorn.

### Interni
All'interno della chiesa, si trovano mobilia in stile gotico. Tra i pezzi maggiormente degni di nota, figura la discesa dalla croce in legno policromo, risalente al 1517.
|  |

La vetrata principale della chiesa risale al 1932 ed è decorata con cinque stemmi del casato di Blois.

## Calvari
All'interno del complesso parrocchiale di Pencran si trovano due calvari.
Il calvario più antico si trova sul lato settentrionale del cimitero e risale al 1521. Questo calvario è composto di tre croci, ai piedi delle quali è raffigurata Maria Maddalena.
|  |

Il calvario più recente si trova invece sul lato meridionale del cimitero e risale al 1779. Questo calvario è stato quindi sottoposto ad un'opera di restauro nel 1869.

## Ossario
L'ossario del complesso parrocchiale di Pencran è situato sul lato occidentale del cimitero e reca come data di costruzione il 1594
La struttura è stata realizzata in pietra di Logonna ed è in stile rinascimentale.  L'ossario reca la scritta in lingua bretone CHAPELL DA SA(NT) ITROP/ HA KARNEL DAR LAK(A)T ESQ(E)RN AN POPL, che significa "Cappella di San Eutropo usata per metterci le ossa delle persone".
|  |